# Väterliteratur
Mit dem Begriff Väterliteratur wird eine Gattung von heterogenen Texten (Reidy) bezeichnet, in denen sich Autoren mit ihren Beziehungen zum Vater, und im engeren Sinn insbesondere mit dessen NS-Vergangenheit, auseinandersetzen. Die Autoren, die unter diesem Begriff subsumiert werden, stammen fast ausschließlich aus Deutschland oder Österreich.

## Abgrenzungen
Die Grenzen zwischen einem „Vaterbuch“ und einem „Generationenbuch“ sind fließend und in der Literaturwissenschaft nicht eindeutig festgelegt. Ein „Vaterbuch“ kann ebenso wie ein „Elternbuch“ zum Genre der Ratgeberliteratur gehören. Unter „Generationenbuch“ kann auch ein Generationenroman oder ein Familienroman gemeint sein.

## Funktionen
Ein Vaterbuch kann für den Autor mehrere Funktionen haben. Es kann dazu dienen, ein öffentliches Andenken an seinen Vater in Frage zu stellen, sein Handeln rückblickend zu erklären oder in einer gewünschten, subjektiven Weise zu interpretieren, mit dem Vater öffentlich „abzurechnen“ oder – im weiteren Sinn – das öffentliche Andenken an einen Vater bewahren. Es kann Teil einer privaten Vergangenheitsbewältigung sein und es kann der kollektiven Vergangenheitsaufarbeitung dienen. Einige deutschsprachige Vaterbücher wurden Teil der Aufarbeitung der NS-Vergangenheit.

## Zur Geschichte
In den 1970er Jahren prägte Marcel Reich-Ranicki den Begriff Neue Subjektivität für eine aktuelle Richtung der deutschen Literatur, die sehr persönliche Themen des Privatlebens eines Autors in den Mittelpunkt stellte. Ebenfalls in den 70ern kam der Begriff „Väterliteratur“ auf für Texte, in denen sich die Generation der Söhne und Töchter mit der Nazi-Vergangenheit ihrer Väter auseinandersetzte.
1975 erschien Peter Henischs Die kleine Figur meines Vaters.
1979 veröffentlichte Sigfrid Gauch die Erzählung Vaterspuren. Gauch erzählt die Vergangenheit seines Vaters Hermann Gauch, ein Mediziner und NS-Rassentheoretiker. In dem Buch geht es vor allem um den Zwiespalt des Sohnes, den Vater zu lieben aber andererseits um eigene Schuldgefühle. Das Buch erschien 1982 im Athenäum Verlag und 1982 als Taschenbuch beim Suhrkamp Verlag. 2005 kam eine überarbeitete und ergänzte Neuausgabe heraus und 2010 der ergänzende Band „Fundsachen. Die Quellen zum Roman Vaterspuren“.
1980 erschien Christoph Meckels Suchbild. Über meinen Vater.
Diese beiden „Väterbücher“ gelten auch als Vorläufer einer Konjunktur von Familienerzählungen in den 1990er Jahren.
Im Januar 2011 veröffentlichte Walter Kohl, ein Sohn des langjährigen Bundeskanzlers Helmut Kohl, sein Buch Leben oder gelebt werden: Schritte auf dem Weg zur Versöhnung, in dem er seinen persönlichen Werdegang und den Umgang mit den besonderen Umständen seiner Kindheit und Jugend und den sehr unterschiedlichen Beziehungen zum Vater und zur Mutter beschreibt und sich mit dem Suizid der Mutter auseinandersetzt. Das Buch hatte ein umfangreiches Medienecho und war wochenlang auf Platz eins der Bestsellerlisten.
Sein zweites Buch, in dem es um die Aussöhnung mit seinem Schicksal geht, erschien im Mai 2013.
Das vermutlich erste einer breiten Öffentlichkeit bekanntgewordene „Enkelbuch“ erschien 2004 (2006 als Taschenbuch): Schweigen die Täter--reden die Enkel. Darin zeichnen Claudia Brunner (* 1972) und Uwe von Seltmann (* 1964) das Leben ihres Großonkels Alois Brunner bzw. seines Großvaters Lothar von Seltmann nach. (Brunner war einer der wichtigsten Mitarbeiter Adolf Eichmanns bei der Realisierung der sogenannten „Endlösung der Judenfrage“; Seltmann war als SS-Mann an der Niederschlagung des Warschauer Ghetto-Aufstands beteiligt.)

## Liste von Beispielen zur NS-Zeit
- Sigfrid Gauch: Vaterspuren. Athenäum, Königstein 1979, 1990, 1997.
- Peter Härtling: Nachgetragene Liebe. Luchterhand, Darmstadt 1980, 1982.
- Paul Kersten: Der alltägliche Tod meines Vaters. Kiepenheuer & Witsch, Köln 1978.
- Christoph Meckel: Suchbild: Über meinen Vater. Claassen, Düsseldorf 1980.
- Ernst Rauter: Brief an meine Erzieher. Weismann, München 1979, 1980.
- Ruth Rehmann: Der Mann auf der Kanzel: Fragen an einen Vater. Hanser, München 1979. (engl: The Man in the Pulpit. University of Nebraska, Lincoln 1997)
- Brigitte Schwaiger: Lange Abwesenheit. Zsolnay, Hamburg 1980; Rowohlt, 1982.
- Bernward Vesper: Die Reise. Zweitausendeins, Frankfurt 1979.
- Heinrich Wiesner: Der Riese am Tisch. Lenos, Basel 1979.

### Spätere Beispiele
- Dörte von Westernhagen: Die Kinder der Täter: Das Dritte Reich und die Generation danach. Kösel, München 1987.
- Niklas Frank: Der Vater: Eine Abrechnung. Bertelsmann, München 1987.
- Gabriele von Arnim: Das grosse Schweigen. Kindler, München 1989.
- Sabine Reichel: What did you do in the War, Daddy? 1989, 2014
- Ursula Duba: Tales from a Child of the Enemy. 1995.
- Ursula Hegi: Tearing the Silence. 1997.